# Domherenhuis

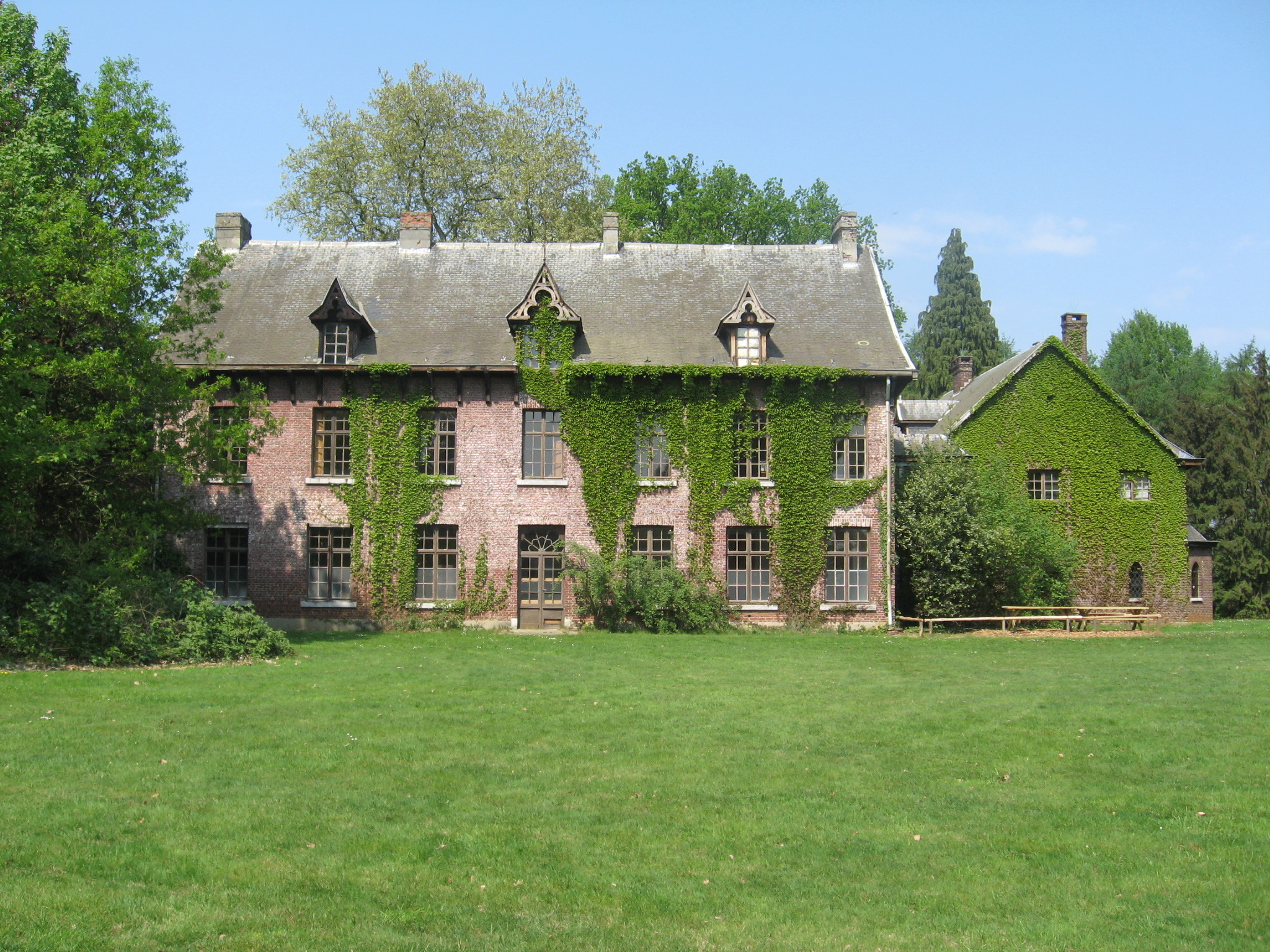
Domherenhuis, achterzijde

Het Domherenhuis is een historisch herenhuis gebouwd in 1795 in het centrum van Zolder in de Belgische gemeente Heusden-Zolder. Rond het U-vormige kasteel ligt een park van ongeveer 25 hectare met eeuwenoude bomen dat voor het publiek toegankelijk is. De familie de Villenfagne de Vogelsanck, eveneens eigenaar van het Kasteel Vogelsanck, woonde ongeveer 170 jaar in het huis en verkocht het in 1976 aan de gemeente Zolder.

## Geschiedenis
De naam "Domherenhuis" is afgeleid van de eerste en tevens meest bekende bewoner van het complex: Baron Lambert de Villenfagne (1753-1822). Hij was domheer of kanunnik van het kapittel van de Sint-Lambertukathedraal in Luik. Hij werd geboren in 1753 als tweede zoon van kasteelheer Jean Ignace de Villenfagne. Hij bouwde het huis in 1795 om er met zijn ongehuwde zuster, Marie-Françoise de Villenfagne, te gaan wonen. Tijdens de Franse overheersing was Lambert de Villenfagne burgemeester van Zolder.
In de loop der tijden werd het huis meestal bewoond door weduwen of door ongehuwde zonen en dochters van de kasteelheer. 
In de 20ste eeuw werden er vernieuwingen aangebracht door de familie: in 1938 werden de oostelijke bijgebouwen vervangen door een conciërgewoning en een huiskapel en in 1964 werd de zwakke westvleugel, gebouwd in leem, vervangen door een bakstenen gebouw dat nooit afgewerkt raakte. De laatste bewoonster, Hélène de Villenfagne,  de ongehuwde dochter van Leon de Villenfagne de Vogelsanck stierf echter in 1966.
Het huis werd in 1976 verkocht aan de gemeente Zolder. Later deed de middenvleugel verschillende jaren dienst als muziekacademie, maar werd in 1999 door de gemeente Zolder doorverkocht aan de Stichting Limburgs Landschap vzw die er haar administratieve diensten in huisvestte.

## Landgoed
Om het Domherenhuis ligt een park, waarin onder meer veel exotische bomen zijn te vinden. Hierin bevindt zich een trimparcours. Vanaf het Domherenhuis start een wandeling die via het Woutershof naar en door het natuurgebied Mangelbeekvallei loopt, en daarbij ook het Kasteel Meylandt aandoet.
Het gehele complex (herenhuis en park) werd op 5 juni 2003 als monument beschermd. Het park is toegankelijk voor het publiek.